# Herdade da Cardosa
Herdade da Cardosa, também conhecida por Cardosa, era uma herdade que se encontrava no interior da Herdade da Açafa (território templário). A Herdade da Cardosa corresponderia ao que actualmente são os arredores da cidade de Castelo Branco.

## História
A Cardosa tinha um elevado valor estratégico por nela se localizar a Serra da Cardosa, o local mais elevado da região  onde haveria restos de um castro, localizado a cerca de 15 Km do rio Tejo, e o mais indicado para a construção de um castelo, valor de que deram conta os Cavaleiros Templários tanto mais que haviam recebido de D. Sancho I a missão de vigiar e defender a fronteira Sul de Portugal que, face às investidas Almóadas, tinha regredido até ao rio Tejo.
No início do séc. XIII possuía a Herdade um Nobre chamado Fernando Sanches que, por sua vez, a doou aos Templários. Na posse da Herdade da Cardosa, os Templários iniciaram a construção de um castelo e fundaram (ou re-fudaram) a povoação de Moncarche à qual depois deram o nome de Castelo Branco.